# Miniprep

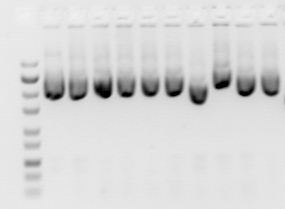
Gel de agarosa teñido con bromuro de etidio mostrando una serie de plásmidos purificados mediante miniprep.

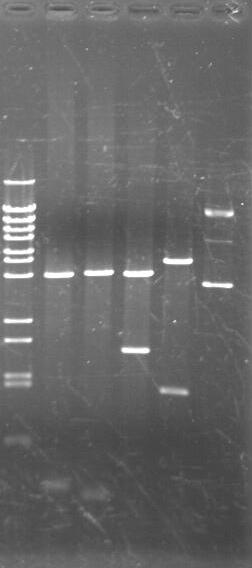
Aislamiento de plásmidos con miniprep y digestión con enzimas de restricción.

Una miniprep es una extracción de ADN de naturaleza plasmídica de un cultivo bacteriano. 

## Características
El método más común para ello es romper las células de dicho cultivo mediante un choque alcalino de modo que solo permee selectivamente su ADN plasmídico. Para ello, se toma un volumen de 2-5 mL de un cultivo crecido en medio líquido y se centrifuga, aislando así las células de aquel. Después, se resuspende dicho sedimento y se expone dicha suspensión a una disolución que contiene NaOH y dodecilsulfato de sodio (SDS), la cual solubiliza en parte la membrana externa de las bacterias Gram negativas, lo que produce la liberación del contenido celular de éstas: ADN genómico y plasmídico desnaturalizados, ARN, proteínas... Tras esto, se añade a la mezcla acetato potásico, acídico, lo cual neutraliza todo los desechos celulares y provoca la rápida renaturalización del ADN plasmídico, que queda en suspensión, mientras que el genómico y el resto de componentes celulares se reticulan y precipitan ayudados por la alta concentración de sales, especialmente del recién generado dodecil sulfato de potasio. Finalmente, se centrifuga nuevamente la mezcla para aislar el sobrenadante, rico en el ADN plasmídico y en ARN, el cual deberá ser eliminado mediante una ribonucleasa.
El protocolo se puede mejorar con la fenolización (fenol + cloroformo isoamílico) de las muestras de ADN.
La miniprep es la técnica inicial de purificación y concentración de ADN plasmídico para cualquiera de sus posibles fines, entre los que destaca la clonación (biología).